# Monogramma
Monogramma is een geslacht met tien soorten varens uit de lintvarenfamilie (Pteridaceae).
Monogramma-soorten komen voor in tropische zones van de Oude Wereld, van Afrika (Madagaskar) tot in Australazië.

## Naamgeving enetymologie
- Synoniem: Pleurofossa Nakai ex H.Itô (1936), Pleurogramme R. Br. (1838), Vaginularia Fée (1843), Diclidopteris Brackenridge (1864), Vaginularia Fée (1852)

De botanische naam Monogramma is afgeleid van het Oudgriekse μόνος, monos (één), en γραμμή, grammē (lijn), naar de solitaire lijnvormige sporenhoopjes.

## Kenmerken
Monogramma-soorten zijn kleine, epifytische varens met vlezige, vertakte, kruipende en dicht met kleine schubben bezette wortelstokken en bijna stengelloze, afhangende, ongedeelde, lijn- tot lijnlancetvormige bladen met enkel een middennerf.
De sporendoosjes staan in een enkel lijnvormig sporenhoopje langs de top van het blad, beschermd door een smalle weefselflap. Er zijn geen echte dekvliesjes.

## Taxonomie
Monogramma werd vroeger wel in een aparte familie geplaatst: Vittariaceae. Het geslacht is door Smith et al. (2006) onder de familie Pteridaceae geplaatst. DNA-analyse van het rbcL-gen tonen aan dat het geslacht polyfyletisch is, en er dus nog wijzigingen aan de samenstelling mogelijk zijn.
Het geslacht telt in de huidig geaccepteerde indeling tien soorten.

### Soortenlijst
- Monogramma acrocarpa (Holtt.) D. L. Jones (1998)
- Monogramma angustissima (Brackenr.) comb. ined.
- Monogramma capillaris Copel. (1911)
- Monogramma dareicarpa Hook. (1864)
- Monogramma emarginata Brause (1912)
- Monogramma linearis Kaulf. (1820)
- Monogramma myrtillifolia (Fée) Hook. (1864)
- Monogramma paradoxa (Fée) Bedd. (1876)
- Monogramma subfalcata Hook. (1864)
- Monogramma trichoidea (Fée) J. Sm. (1841)